# 大羅斯夫卡
49°14′29″N 29°22′36″E / 49.24139°N 29.37667°E
大羅斯夫卡（烏克蘭語：Велика Ростівка），是烏克蘭的村落，位於該國西南部文尼察州，由文尼察區負責管轄，始建於1590年，面積3.29平方公里，海拔高度238米，2001年人口709，人口密度每平方公里215.31人。